# Universidade de Passau
Universidade de Passau (em alemão: Universität Passau) é uma instituição de ensino superior alemã localizada na cidade de Passau, na  Baixa Baviera. A universidade é a unica da Baixa Baviera com aproximadamente 13 mil estudantes. Também é a universidade bávara mais nova, dado que foi criada em 1978, mais remonta ao século XVII, a fundação foi especificamente em 1622 por o Fürst Leopoldo V.
Os estudantes podem estudar com o Programa Erasmus nas Universidade do Minho, Universidade Católica Portuguesa em Lisboa e no Porto e a Universidade Técnica de Lisboa. No Brasil é o intercâmbio com as Universidade Federal da Bahia, Universidade Federal de Juiz de Fora, Universidade Federal do Paraná em Curitiba e a Universidade de São Paulo possível.